# Java Anon Proxy
Java Anon Proxy縮寫JAP，旨在协助匿名使用互联网，主页上的口号是“匿名&隐私 - 匿名无罪”。通过将连接逐级加密，来隐藏原始连接。JAP是自由开源软件，采用Java制作所以自然跨平台，能自动寻找服务器。
最初是德国德累斯顿工业大学、雷根斯堡大学以及石勒苏益格-荷尔斯泰因州隐私委员会的研究项目，现在仍然主要在德国开发。

## 历史
起初JAP是闭源软件。2003年，有人发现德国刑警在JAP中安装信息审查系统，新闻披露后引起很大轰动，导致了用户的不信任，JAP也受到指责。所以接下来JAP开放了源代码，清除审查后门，希望赢得用户信任。
2005年5月，JAP宣布可以接入Tor网络，2006年宣布可以接入Mixminion。

## 评价
- 大学支持使网络带宽比其他保密代理多不少
- 通过多层代理加密防止从一点突破来保证高安全性
- 服务器中央集中，偶尔掉线时网速会受很大影响
- 可做客户端接入Tor网络来获得更高匿名性